# 林一元
林一元（1906年—1988年），曾用名林原，男，广东罗定人，中国政治人物、社会活动家，政务院参事，政协第一届全体会议代表。
1926年7月，林一元随国民革命军参加北伐战争，任某团政治指导员。1927年“八一”南昌起义时，任叶挺十一军政治部总务科科长。1932年参加十九路军淞沪抗日，任十九路军七十八师驻粤办事处中校主任。1933年参加十九路军发动的抗日反蒋的福建事变，任人民革命军第一方面军第三军政治部主任。1938年10月随廖磊二十一集团军进入大别山开展抗战工作，初任豫鄂皖边区战地服务队队长，后又兼任四十八军一七六师政治部主任。继于1940年春调任安徽省太湖县县长，1946年初追随李济深、蔡廷锴组建中国国民党民主促进会，任中央理事、常务理事。1948年1月，中国国民党革命委员会在香港成立，被选为中央候补委员，之后，又选为二、三、五、六届中央委员。1949年，参加筹备新的政治协商会议，9月，作为中国国民党民主促进会成员代表，出席中国人民政治协商会议第一届全体会议。
1988年4月30日，林一元先生由于病情恶化，医治无效，在广州逝世，终年82岁。